# Changkya Rölpé Dorjé
Changkya Rölpé Dorjé (1717-1786) est l'un des principaux professeurs du bouddhisme tibétain à la cour des Qing, un proche collaborateur de l'empereur Qianlong de la dynastie Qing en Chine et un important intermédiaire entre la cour impériale et l'Asie intérieure,. Il a également supervisé la traduction du canon bouddhiste tibétain en mongol classique et mandchou. Il a également participé à la compilation d'un ensemble quadrilingue (chinois, mandchou, mongol et tibétain) et a supervisé la traduction du chinois vers le mandchou, le mongol et le tibétain de l'ensemble du Śūraṅgama Sūtra achevé en 1763 ; la traduction tibétaine est actuellement conservée dans un supplément au Narthang Kangyur,,,,.

## Biographie

### Naissance et éducation initiale
Changkya Rölpé Dorjé est né, dans une famille de culture tibétaine et mongole, le 10e jour du quatrième mois de l'année Feu-Oiseau (20 mai 1717) à Wuwei (anciennement connu sous le nom de Liangzhou) près de Lanzhou dans le Gansu,. À un âge précoce, il a été reconnu par le premier Jamyang Zhépa comme l'incarnation de l'ancien Changkya Kutuktu du monastère de Gönlung Jampa Ling dans la province tibétaine de l'Amdo (aujourd'hui incorporé dans le Qinghai), l'un des quatre grands monastères Gelug du nord. Lors de son investiture, l'empereur Kangxi envoya Kachen Shérap Dargyé comme son représentant.
En 1723, peu après la mort de Kangxi, le nouveau souverain, Yongzheng (r. 1722-1735) venait d'établir son autorité, les membres de la tribu mongole revendiquant la succession de Güshi Khan , avec leurs alliés tibétains Amdo et soutenus par certaines factions au sein du monastères, se soulèvent contre les Qing dans la région de Kokonor. Yongzheng a insisté sur des représailles violentes et à Amdo l'armée mandchoue, a détruit des villages et des monastères soupçonnés d'avoir pris le parti des rebelles, y compris en 1724 Gönlung,. Cependant, l'empereur a ordonné que l'incarnation de Changkya, âgée de sept ans, ne soit pas blessée mais amenée en Chine en tant qu '«invité». À la cour de l'empereur Yongzheng, il a été élevé et éduqué pour servir d'intermédiaire entre le siège du pouvoir mandchou et les bouddhistes de l'Amdo, du Tibet et de la Mongolie. Les professeurs monastiques de Rölpé Dorjé comprenaient Zhangshu Kachen Shérap Dargyé ; le deuxième Thuken Hotogtu, Ngakwang Chökyi Gyatso et Atsé Chöjé Lozang Chödzin.
Changkya Rölpé Dorjé et ses professeurs ont réalisé que pour que les enseignements Gelug s'épanouissent en Chine et en Mandchourie, ils devaient être disponibles en chinois, en mongol et en mandchou et il a donc commencé l'étude de ces langues. L'un de ses camarades était le prince Hungli, qui devint son ami, — et finalement l'empereur Qianlong (r. 1735-1796).
Il s'est également intéressé au bouddhisme chinois et a pensé que leurs principales vues philosophiques avaient des similitudes étroites avec celles de l'école Yogachara (tibétain : སེམས་ཙམ་པ). Il était aussi apparemment celui qui a proposé l'idée que Dampa Sangye, le fondateur indien de la Pacification (tibétain : ཞི་བྱེད།, Wylie : zhi byed, THL : Zhijé) école au Tibet qui aurait également visité la Chine, et Bodhidharma étaient la même personne.

### Exil du7edalaï-lama

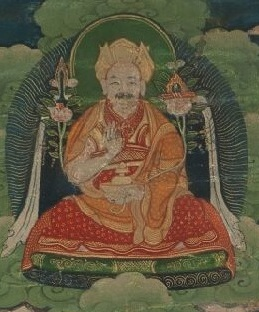
Le 3e Changkya, Rolpe Dorje

À la fin des années 1720 , Polhané Sönam Topgyé organisa une campagne réussie pour prendre le contrôle du Tibet et le 7e dalaï-lama fut exilé, quittant Lhassa à la fin de 1728. Les ambans mandchous de Lhassa, représentants de l'empereur Yongzheng, invitèrent le paṇchen-lama Lobsang Yeshe à Lhassa, ce qu'il fit à contrecœur, en octobre 1728. Polhané lui accorda la domination sur la majeure partie de Tsang et Ngari, le forçant à céder la partie orientale de la région à Lhassa.
En 1729, après que le paṇchen-lama ait envoyé une lettre et de nombreux cadeaux à l'empereur Yongzheng, Rölpé Dorjé obtint de l'empereur l'autorisation de reconstruire son monastère Gönlung Jampa Ling.

### Première visite au Tibet
En 1732, le paṇchen-lama demanda à l'empereur de permettre au 7e dalaï-lama de retourner à Lhassa. Lorsque la requête fut accordée en 1734, Rölpé Dorjé reçut l'ordre de Yongzheng d'accompagner le 7e dalaï-lama à Lhassa. Ce voyage a permis à Rölpé Dorjé d'étudier avec le dalaï-lama ainsi que de faire des offrandes dans les principaux monastères de Lhassa et de présenter des cadeaux de l'empereur. En 1735, Changkya et le dalaï-lama se rendirent au monastère de Tashi Lhunpo à Shigatsé pour rendre hommage à Lobsang Yeshe, le 5e paṇchen-lama, où il prononça ses vœux monastiques initiaux et définitifs sous la supervision du paṇchen-lama.
Lorsque Yongzheng mourut en 1736, Rölpé Dorjé dut abandonner son projet d'étudier auprès du paṇchen-lama et retourna à Pékin. Le paṇchen-lama et le dalaï-lama lui ont tous deux offert des statues religieuses et d'autres cadeaux importants comme cadeaux d'adieu.

### Lama de l'empereur Qianlong

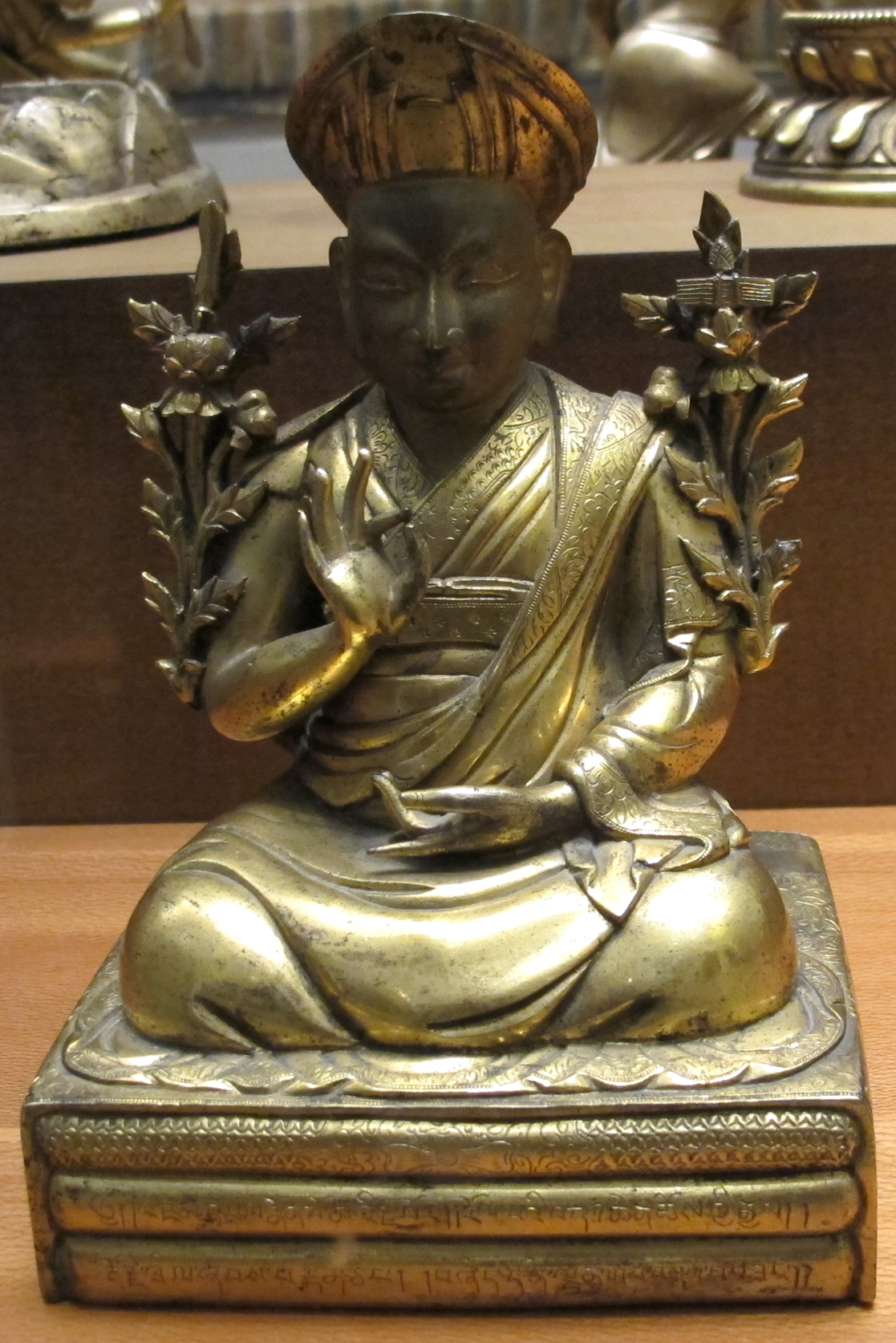
Statue du XVIIIe siècle de Rolpe Dorje

En 1744, l'empereur Qianlong décida de transformer le palais Yonghegong à Pékin en monastère Gelugpa ainsi qu'en palais impérial. C'est devenu la résidence de Changkya et de nombreuses autres incarnations importantes d'Amdo et de Mongolie et le centre des Qing pour gérer les affaires bouddhistes tibétaines et contrôler les autorités locales en Mongolie, Amdo, au Tibet et dans d'autres régions qui ont suivi le bouddhisme tibétain.
En 1744, Qianlong indiqua également à Rölpé Dorjé qu'il souhaitait recevoir des enseignements religieux privés et Rölpé Dorjé lui enseigna d'abord le commentaire sur la façon de prendre refuge dans les trois joyaux tout en lui enseignant la grammaire et la lecture tibétaines. Plus tard, Qianlong a demandé des enseignements sur la voie du bodhisattva et Rölpé Dorjé lui a enseigné le commentaire de la voie graduée (Lam Rim) par Vajradhara Kunchok Gyaltsen, ainsi qu'un commentaire du précédent Changkya, Ngawang Losang Chöden. « En étudiant ces deux textes, Qianlong a développé une grande foi (gong ma thugs dad gting nas khrungs) et s'est engagé à pratiquer quotidiennement, ce à quoi il s'est tenu, malgré son emploi du temps chargé »
En 1745, après que Rölpé Dorjé eut terminé une retraite, l'empereur Qianlong lui demanda les enseignements tantriques et l'habilitation (abhisheka) de son yidam, Chakrasamvara. En tant que disciple et demandeur de l'abhisheka, l'empereur devait rassembler tout le matériel et l'équipement nécessaires. Rölpé Dorjé conféra à l'empereur l'abhisheka les cinq divinités Chakrasamvara selon la lignée du siddha indien, Ghantapa. Lors de l'initiation, Rölpé Dorjé en tant que maître vajra s'est assis sur le trône et l'empereur s'est agenouillé pour recevoir l'initiation selon les prescriptions pour les disciples. L'empereur offrit 100 onces d'or avec un mandala (symbolisant l'univers) pour recevoir l'initiation. Après l'initiation, Qianlong dit à Rolpai Dorje : « Maintenant, tu n'es plus seulement mon lama, tu es mon maître vajra. » .
En 1748, Rölpé Dorjé retourna pour la première fois à Gönlung Jampa Ling, son monastère qu'il avait quitté enfant, et à sa demande, le monastère reçut une plaque impériale qui fut installée au-dessus de l'entrée de la salle de réunion principale.

### Dernières années
Changkya Rölpé Dorjé partage ses dernières années entre Pékin et le Mont Wutai lié à Mañjuśrī, où il fonde un centre de retraite où il passe quatre mois par an, et où il meurt en 1786.

### Chronologie
En 1757, partit pour le Tibet
En 1760, retour en Chine
En 1763, le père est mort
Problème avec le Bönpo en
En 1792, Qianlong, qui avait été le généreux mécène, ami et élève dévoué de Rölpé Dorjé, chercha à assurer ses sujets chinois que les prêtres étrangers n'exerçaient aucune influence sur lui. Ses déclarations sur les lamas (Lama Shuo) conservées dans une inscription tétraglotte (chinois, mandchou, mongol et tibétain) au temple Yonghe à Pékin, Qianlong défend son patronage de l'école des « bonnets jaunes » (Gelug) de ses détracteurs chinois en affirmant que son soutien avait simplement été opportun : « En patronnant l'école jaune, nous maintenons la paix entre les Mongols. Ceci étant une tâche importante, nous ne pouvons que protéger cette (religion). (Ce faisant), nous ne montrons aucun parti pris, et nous ne souhaitons pas aduler les prêtres tibétains comme (ce fut le cas pendant la) dynastie Yuan ».

## Enseignants
- Purchok Ngakwang Jampa (ཕུར་ལྕོག་ངག་དབང་བྱམས་པ་) (1682—1762)[25]
- Atsé Chöjé Lozang Chödzin (ཨ་རྩེ་ཆོས་རྗེ་བློ་བཟང་ཆོས་འཛིན་)[26]
- Thuken 02 Ngakwang Chökyi Gyatso (ཐུའུ་བཀྭན་ངག་དབང་ཆོས་ཀྱི་རྒྱ་མཚོ་) (1680—1736)[27]
- Chepa Tulku 02 Lozang Trinlé (ཆས་པ་སྤྲུལ་སྐུ་བློ་བཟང་འཕྲིན་ལས་)[28]
- Dalai Lama 07 Kelzang Gyatso (ཏཱ་ལའི་བླ་མ་བསྐལ་བཟང་རྒྱ་མཚོ་) (1708—1757)[29]
- Paṇchen 05 Lozang Yéshé (པཎ་ཆེན་བློ་བཟང་ཡེ་ཤེས་) (1663—1737)[30]

## Etudiants
- Tukwan Lobzang Chokyi Nyima (1737-1802)
- Konchok Jigme Wangpo (1728-1791)

## Œuvres
Les œuvres complètes de Changkya Rölpé Dorjé (gsung 'bum) se composent de sept grands volumes contenant près de 200 textes individuels,. Il a également supervisé et participé à la traduction du Kangyur en mandchou (108 volumes) et du Tengyur entier (224 volumes) en mongol.
Certaines des œuvres les plus connues de Changkya Rölpé Dorjé incluent :
- La présentation des systèmes philosophiques (གྲུབ་པའི་མཐའ་རྣམ་པར་བཞག་པ་གསལ་བར་བཤད་པ་ཐུབ་བསྟན་ལྷུན་པོའི་མཛེས་རྒྱན) en 3 sections[33].

## Sources
- Patricia Berger, Empire of Emptiness: Buddhist Art and Political Authority in Qing China, Honolulu, University of Hawai'i Press, 2003 (ISBN 0824825632)
- Elisabeth Bernard, New Qing Imperial History: The making of Inner Asian empire at Qing Chengde, Taylor & Francis e-Library, 2004, 124–135 p. (ISBN 0-203-63093-9), « The Qianlong emperor and Tibetan Buddhism »
- Dung dkar blo bzang 'phrin las, Dung dkar tshig mdzod chen mo (v. 1), Beijing, China Tibetology Publishing House, 2002, 798–799 p. (ISBN 7800575403)
- Marina Illich, Selections from the life of a Tibetan Buddhist polymath: Chankya Rolpai Dorje (lcang skya rol pa'i rdo rje), 1717-1786 (thèse), Columbia University, 2006 (ISBN 9780542524219)
- Marina Illich, Power, Politics, and the Reinvention of Tradition:Tibet in the Seventeenth and Eighteenth Centuries, Leiden, Brill, 2003, 17–32 p. (ISBN 978-90-04-15351-6), « Imperial Stooge or Emissary to the Dge lugs Throne? Rethinking the Biographies of Chankya Rolpé Dorjé. »
- Dan Martin, « Bonpo Canons and Jesuit Cannons: On Sectarian Factors Involved in the Ch'ien-lung Emperor's Second Gold Stream Expedition of 1771-1776 Based Primarily on Some Tibetan Sources (revised version) », sur Tibetological, 2009 (consulté le 27 juillet 2014)

- E. Gene Smith, 'The Life of Lcang skya Rol pa'i rdo rje' in Among Tibetan Texts Boston, Somerville, Wisdom Publications, 2001, 133–146 p. (ISBN 0-86171-179-3)
- Brenton Sullivan, The Mother of All Monasteries: Gönlung Jampa Ling and the Rise of Mega Monasteries in Northeastern Tibet (thèse), 2013 (lire en ligne)
- Dominique Townsend, « The Third Changkya, Rolpai Dorje », sur The Treasury of Lives, mars 2010 (consulté le 16 juillet 2014)
- Gray Tuttle, Tibetan Buddhists in the Making of Modern China, New York, Columbia University Press, 2005 (ISBN 978-0-231-13446-0)
- Sam van Schaik, Tibet: A History, New Haven, Yale University Press, 2011 (ISBN 978-0300194104), p. 152
- Wang Xiangyun, « The Qing Court's Tibet Connection: Lcang skya Rolpa'i rdo rje and the Qianlong Emperor », Harvard-Yenching Institute, vol. 60, no 1 [June, 2000],‎ 2000, p. 125–163 (ISSN 0073-0548, DOI 10.2307/2652702, JSTOR 2652702)
- « Changkya Rolpé Dorje », sur Rigpa Wiki, Rigpa (consulté le 16 juillet 2014)
- « rol pa'i rdo rje (P182) », sur Tibetan Buddhist Resource Center, TBRC (consulté le 16 juillet 2014)